# 13303 Asmitakumar
13303 Asmitakumar este un asteroid din centura principală de asteroizi.

## Descriere
13303 Asmitakumar este un asteroid din centura principală de asteroizi. A fost descoperit pe 14 septembrie 1998 la Socorro, New Mexico, în cadrul proiectului LINEAR. Asteroidul prezintă o orbită caracterizată de o semiaxă mare de 2,57 ua, o excentricitate de 0,19 și o înclinație de 2,3° în raport cu ecliptica.